# Saint-Laurent, Creuse
 Saint-Laurent  là một xã thuộc tỉnh Creuse trong vùng Nouvelle-Aquitaine miền trung nước Pháp. Xã này nằm ở khu vực có độ cao trung bình 378 mét trên mực nước biển.